# Stellair
Stellair, nom commercial de la société Stellair-Transports Aériens (code OACI : STR) était une compagnie aérienne française basée sur l'aéroport de Nantes opérant sur l'Europe mais surtout en Afrique.

## Histoire

### La création
Christian Beugin et Stella Beugin-Bottaro créent en février 1982, la compagnie aérienne Stellair - Transports Aériens après avoir acquis en novembre 1981, un Douglas DC-3 immatriculé F-BYCU puis en mars 1982, un Mooney M20C immatriculé F-BMLI.
La compagnie prenait le nom de Stellair par rapport au prénom de la femme du fondateur, Stella, elle-même dans l'aventure.
Les premiers vols débutent sur l’Europe et l’Afrique.
En 1983, 80% de l'activité de Stellair est réalisée par le fret et 20% sur l'activité passagers.

### L'aventure du rallye Paris-Dakar et des DC-3
C'est en 1983 que la compagnie débute sa participation à l’aventure du rallye Paris-Dakar de Thierry Sabine. Le DC-3, F-BYCU assure parfaitement étape après étape, le transport des mécanos des équipes engagées, des journalistes ou des chronométreurs comme l'avait déjà fait ce même DC-3 en 1981 avec Bretagne Air Services.
Un second DC-3, immatriculé F-BEIG est acquis et rejoint Stellair au printemps 1984. Les vols vers l’Europe et l’Afrique se multiplient et les deux appareils sont engagés sur le rallye Dakar suivant. Ce DC-3, F-BEIG avait déjà participé au rallye Dakar en 1982 et 1983, également affrété par « Africatours » lorsqu'il était chez Normandie Air Services.
Le F-BEIG sera nommé « Le Petit Prince » en hommage à Antoine de Saint-Exupéry.
Le 11 novembre 1984, lors d’un vol au-dessus du Maroc près de Tanger, le DC-3, F-BYCU tombe en panne sèche durant une tempête de sable. L'avion arrive à se poser en catastrophe mais est très fortement endommagé au moment de l’impact et n'est pas réparable. L'équipage est indemne. Il sera remplacé par le même type d'appareil à l'été 1985 par le F-GEOM. La même année, un autre DC-3 est acheté puis stocké sur l'aéroport de Saint-Brieuc. Or, lors de la tempête d'octobre 1987 et des vents enregistrés à 176 km/h sur le secteur de Saint-Brieuc, le DC-3, dépourvu de moteurs, s'envole et atterrit sur le parking de la Chambre de commerce et d'industrie. Il ne sera pas réparé compte tenu des lourds dégâts.

### Les années «turbine»
Stellair souhaite évoluer en 1988 vers le transport de passagers sur des lignes régulières mais il faut changer d'appareil pour le confort des passagers et pour proposer des vitesses de croisière plus proches des liaisons commerciales.
La compagnie entre en flotte un premier avion à turbines en janvier 1999, un Fairchild F27 immatriculé F-GDXT puis le 2 février 1990, elle reçoit son Certificat de transporteur aérien.
La compagnie se sépare des bons vieux DC-3, le premier à partir était le F-BEIG vendu en 1989 à la compagnie « Légend Air », puis le F-GEOM en 1990 après avoir réalisé son dernier Dakar. Juste après, la compagnie entrera son premier Embraer EMB-110 Bandeirante immatriculé F-GESB qui va assurer des vols réguliers en Afrique pour des compagnies aériennes. Un second Embraer EMB-110, le F-GEDR le rejoindra en Afrique pour les mêmes aventures. La compagnie a alors une forte activité africaine notamment par le transfert des équipages des compagnies Air France et Sabena avec les deux Bandeirante de 19 places.
Un second Fairchild F27J, le F-GEXZ- entre en flotte en août 1991 puis en septembre, les deux Fairchild sont repeints dans une superbe livrée de dégradés de bleus avec son étoile filante sur la dérive arrière, œuvre de la société nantaise Graphibus.
En 1991,Stellair réalisait plus de 80% de vols à l'étranger et représentait 0,6% des 18 656 tonnes de fret traitées sur l'aéroport de Lyon.

### Les années «réaction»
Stellair décidait de passer à la vitesse supérieure en janvier 1992 avec la location d’un Fokker F28 immatriculé F-GIAI de TAT (Touraine Air Transport) basée à Tours, repeint également aux couleurs bleues étoilées mais celui-ci ne volait pas suffisamment pour le rentabiliser.

### La chute
À la suite de difficultés économiques et financières et non suivies par des banques, c’est la chute brutale, quelques semaines seulement après le dixième anniversaire d’existence de la compagnie.
Stellair cesse définitivement son activité le 10 mai 1993 par son retrait de certificat de transporteur aérien. Une partie de la flotte est reprise par Air Toulouse International ou revendue.

## Le réseau
- Transport à la demande en Europe et Afrique.
- Navette d'équipage en Afrique
- Transports aériens logistiques du rallye du Dakar
- lignes commerciales pour des compagnies aériennes en Afrique.

## Flotte
- DC-3 (C-47 Dakota) : F-BYCU[14], F-BEIG[15], F-GEOM[16].
- Mooney M20C : F-BMLI[17].
- Fairchild F27 (Fokker F27): F-GDXT[18], F-GEXZ[19].
- Embraer EMB-110 Bandeirante : F-GESB, F-GEDR.
- Fokker F28 : F-GIAI[20] (loué).
- Cessna 152
- Twin Otter DHC-6-200[21]

En 1991:
- 2 Fokker 27J
- 2 Embraer 100 Bandeirante
- 1 Twin Otter DHC-6
- 1 Mooney 120
- 1 Cessna 152

## Galerie photographique

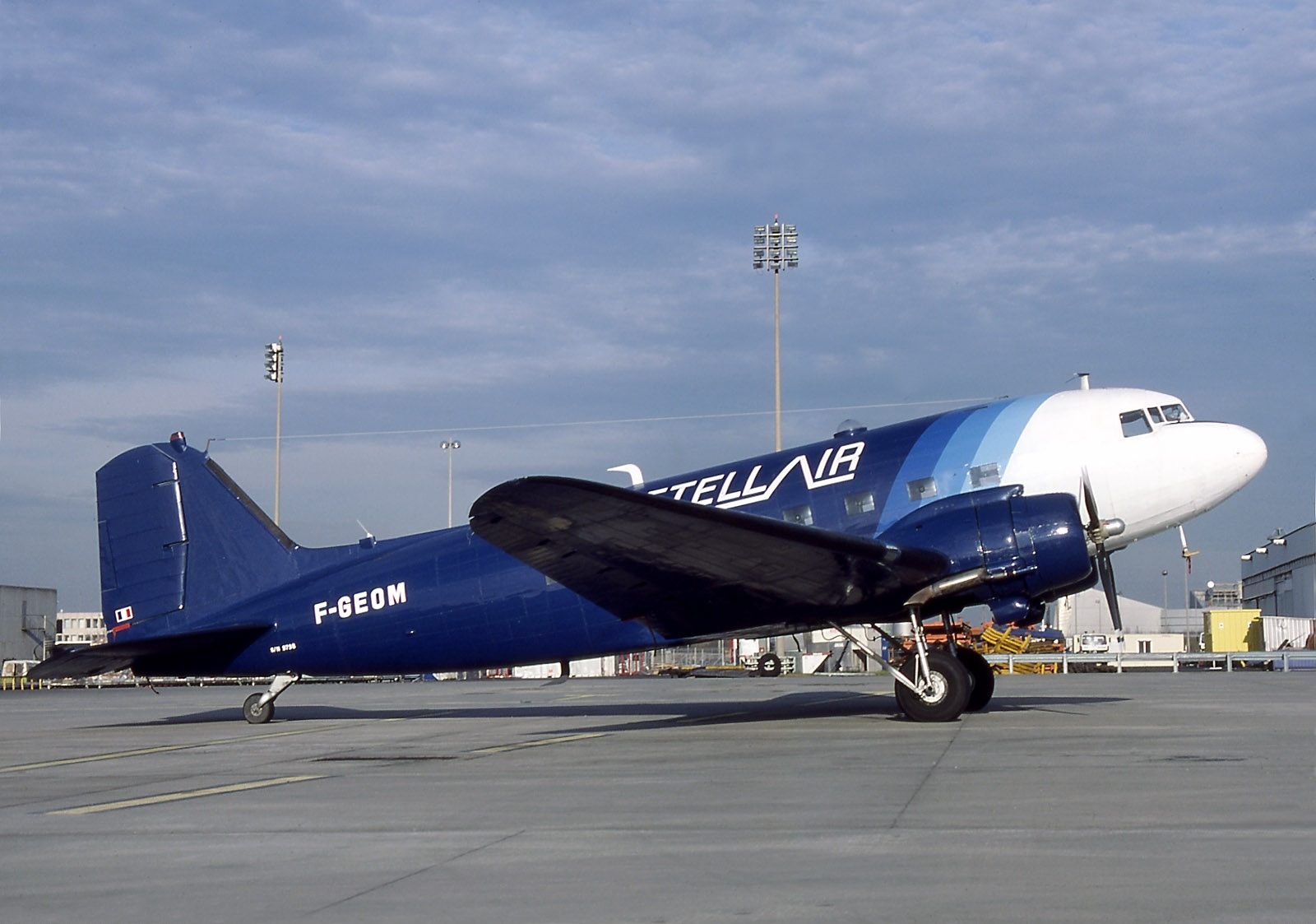
DC-3 F-GEOM à Paris-CDG le 2 décembre 1985.
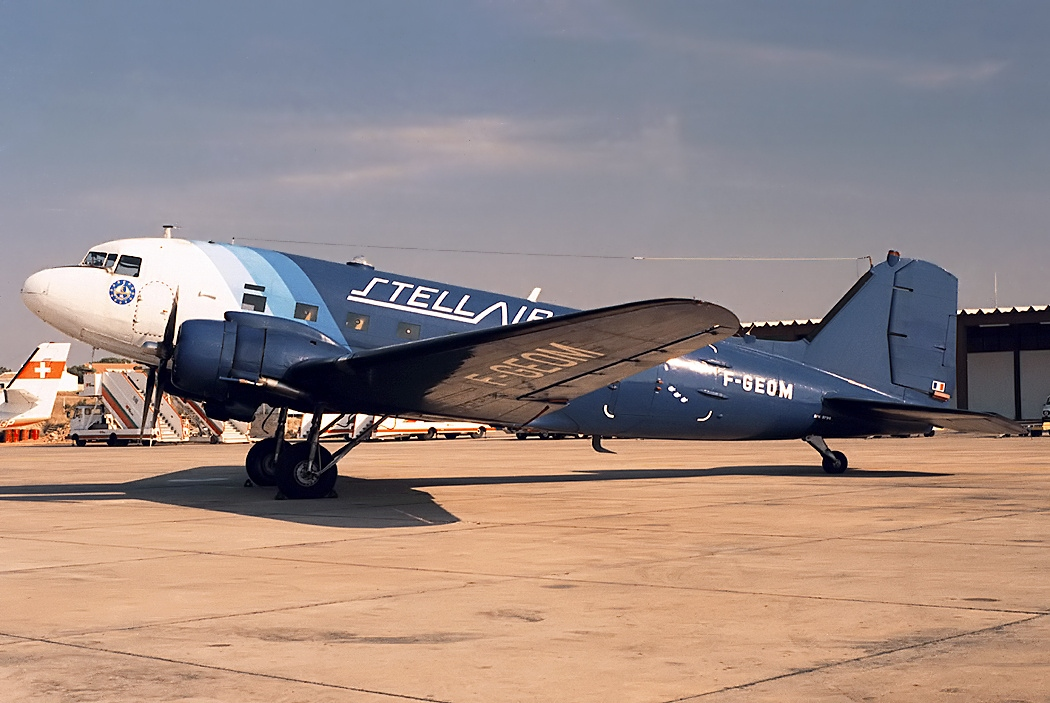
DC-3 F-GEOM à Faro (Portugal) en 1987.
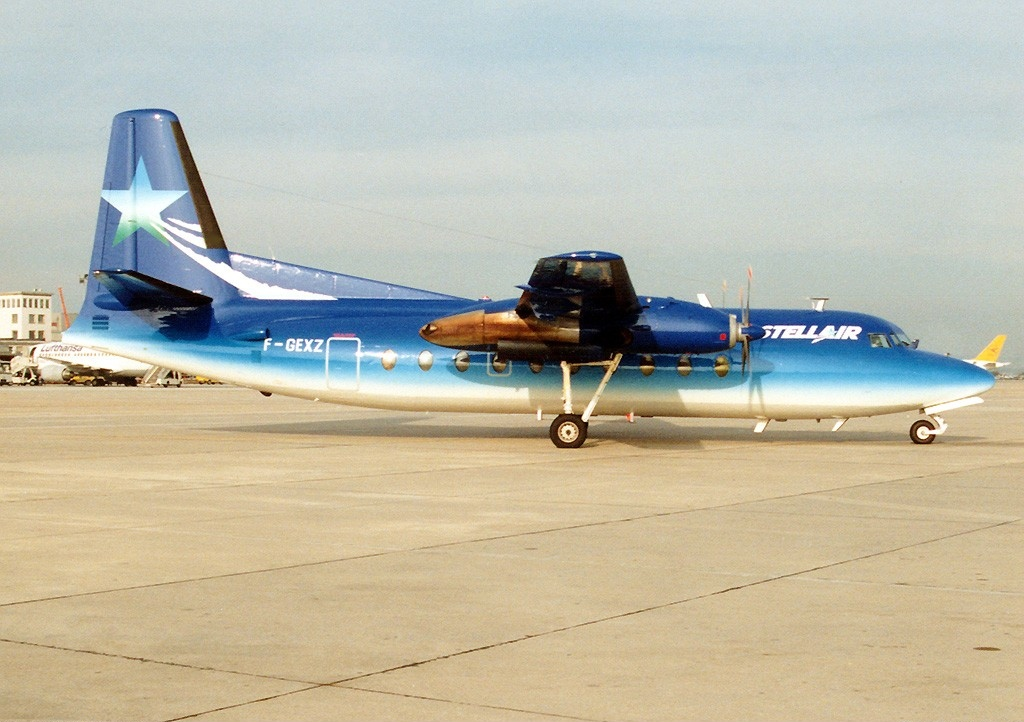
F-27 F-GEXZ à Stuttgart (Allemagne) en octobre 1991.
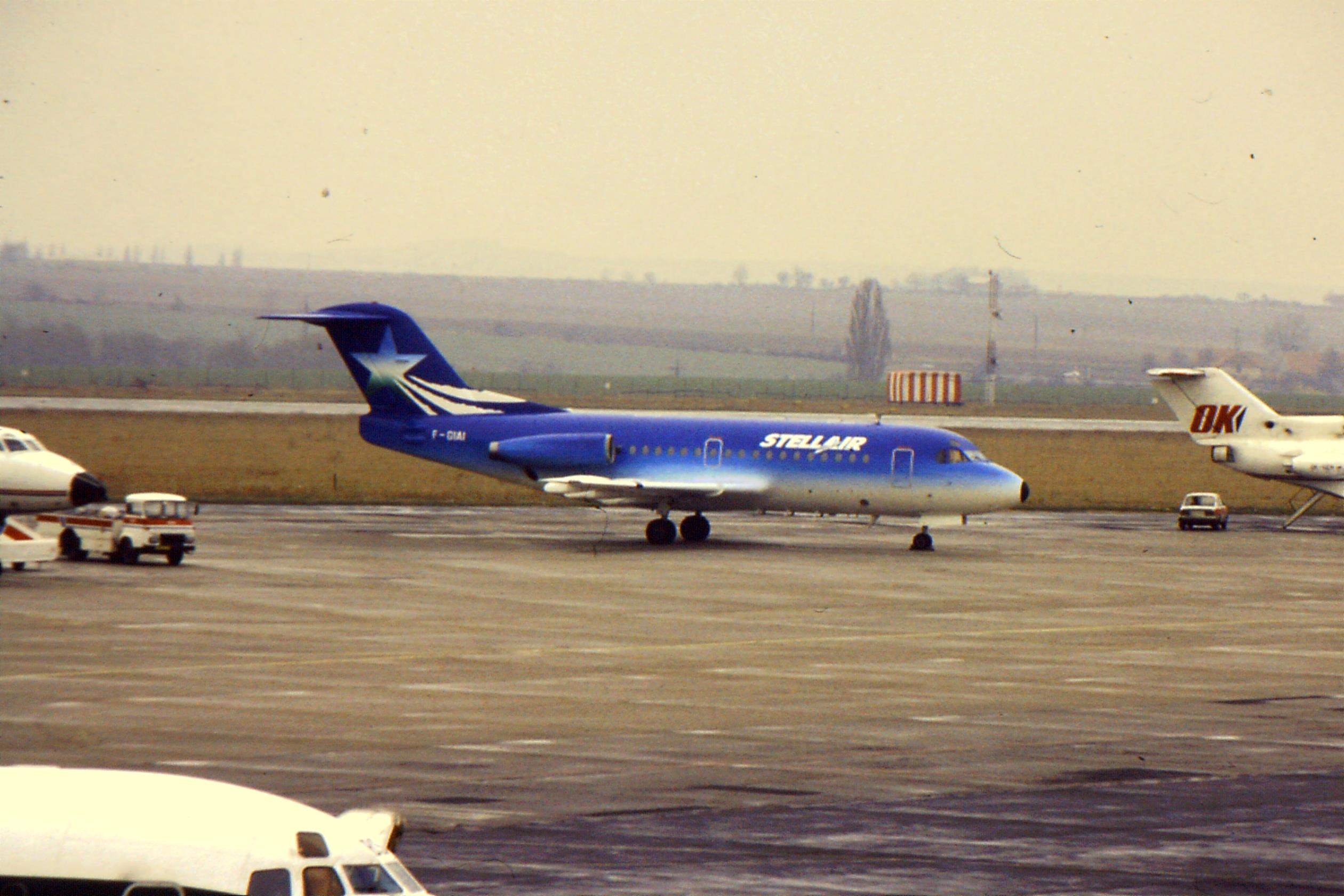
F-28 F-GIAI à Prague en 1992.
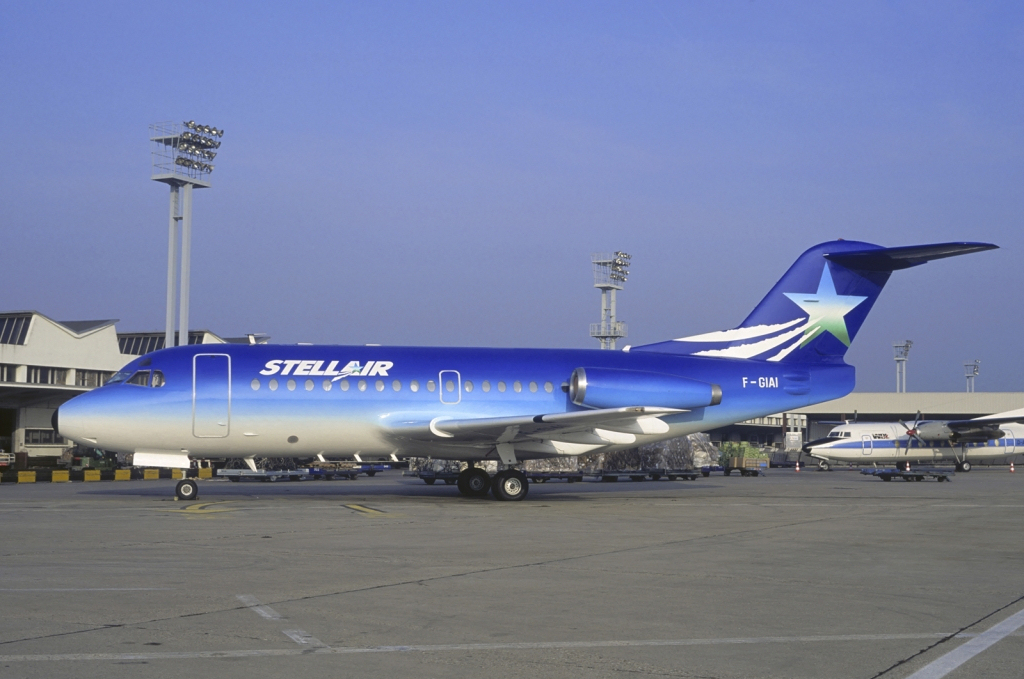
F-28 F-GIAI à l'aéroport d'Orly en février 1992.
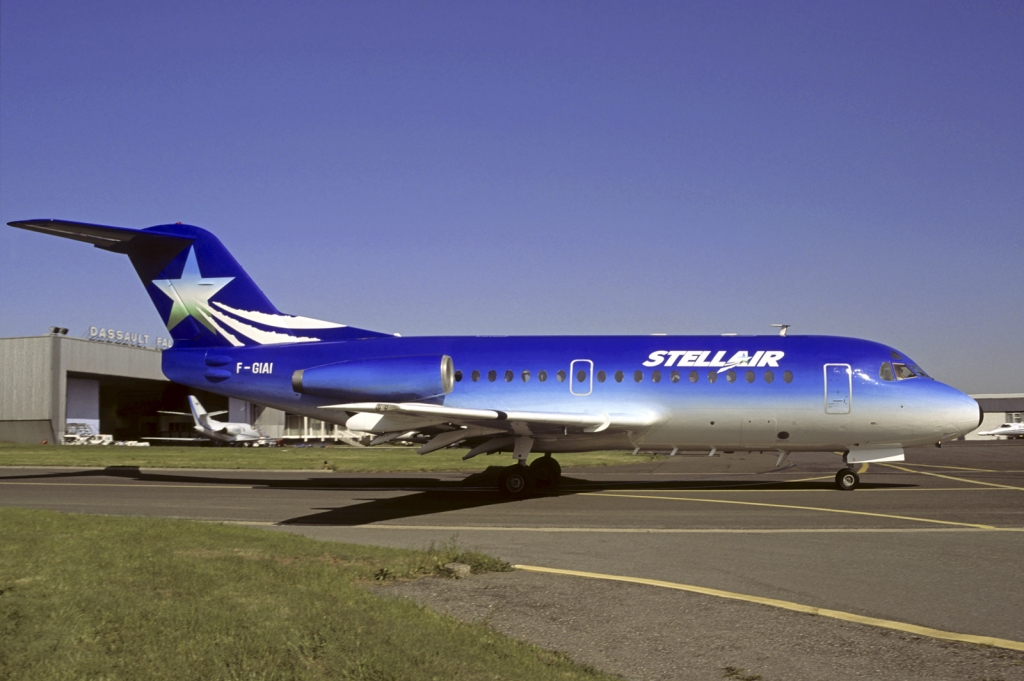
F-28 F-GIAI à l'aéroport du Bourget en juin 1992.